# 岡山県中学校の廃校一覧
岡山県中学校の廃校一覧（おかやまけんちゅうがっこうのはいこういちらん）は、岡山県内の廃校になった中学校の一覧。対象となるのは、学制改革（1947年）以降に廃校となった中学校、および分校である。校名は廃校当時のもの。廃校時に中学校が所在した自治体がその後合併により消滅している場合は、現行の自治体に含める。また現在休校中の県内の中学校（分校）も、その多くは実質上、廃校と同じ状態にあるため参考として記載する。
（）内は、廃校になった年（休校の場合は、その措置が取られた年）である。

## 都市部

### 岡山市
- 岡山市立牧石中学校（1953年岡山市立岡北中学校へ統合）[1]
- 岡山市立犬島中学校（1956年山南中犬島分校から独立、1991年岡山市立山南中学校へ統合）[2]
- 岡山市立旭中学校（1999年丸之内中と統合し岡山市立岡山中央中学校へ）[3]☆岡山中央中の校舎・校地は、旧旭中のものを引き継いでいる。
- 岡山市立丸之内中学校（1999年旭中と統合し岡山中央中へ）[3]
- 岡山市立山南中学校（2022年岡山市立大宮小学校、岡山市立太伯小学校、岡山市立幸島小学校、岡山市立朝日小学校と統合し、義務教育学校の岡山市立山南学園へ）[4]
- 雄神村立雄神中学校（1948年岡山市立西大寺中学校〈当時：西大寺町外二ケ村学校組合立〉へ統合）[5]
- 豊村立豊中学校（同上）[5]
- 御津町立金川中学校（1958年9月30日統合により岡山市立御津中学校〈当時：御津町立〉へ）[6]
- 御津町立宇垣中学校（同上）[6]
- 御津町立鴇陽中学校（同上）[6]
- 足守町外一市中学校組合立足守中学校〈旧〉（1963年統合により岡山市立足守中学校〈当時：足守町立〉足守校舎となり、1965年完全統合）[7]
- 足守町立高田中学校（1963年足守中高田校舎となり、1965年完全統合）[7]
- 足守町立福谷中学校（1963年足守中福谷校舎となり、1965年完全統合）[7]
- 瀬戸町・上道町学校組合立瀬戸中学校〈旧〉（1963年万富中と統合し岡山市立瀬戸中学校〈当時：瀬戸町立〉へ）[8]
- 瀬戸町立万富中学校（1963年瀬戸中〈旧〉と統合し瀬戸中〈新〉へ）[8]
- 福渡町立鶴田中学校（1964年福渡中へ統合）[9]
- 建部町立建部中学校〈旧〉（1970年福渡中と統合し岡山市立建部中学校〈当時：建部町立〉へ）[10]
- 建部町立福渡中学校（1970年建部中〈旧〉と統合し建部中〈新〉へ）[10]
- （私立）朝日塾中学校（2011年朝日塾高等学校と共に朝日塾中等教育学校へ発展的改組）[11]

### 倉敷市
- 倉敷市立中庄中学校（1958年菅生中と統合し倉敷市立北中学校へ）[12]
- 倉敷市立菅生中学校（1958年中庄中と統合し北中へ）[12]
- 倉敷市立茶屋町中学校（1978年学区再編により倉敷市立東陽中学校へ）
- （旧）倉敷市立新田中学校（1962年統合により倉敷市立多津美中学校へ）[13]
- 倉敷市立帯江中学校（同上）[13]
- 倉敷市立天城中学校（同上）[13]
- 倉敷市立福田中学校水島分校（1954年倉敷市立水島中学校として独立）[14]
- 倉敷市立連島中学校分校（1965年）[15]
- 倉敷市立下津井中学校釜島分校（1970年休校、1989年廃校）[16]
- 倉敷市立下津井中学校六口島分校（1974年休校、1989年廃校）[16]
- 倉敷市立下津井中学校松島分校（1989年休校、2000年廃校）[16]
- 由加学園中学校（1973年）
- 児島市立琴浦東中学校（1959年琴浦西中と統合し倉敷市立琴浦中学校〈当時：児島市立〉東校舎となり、1963年完全統合）[17]
- 児島市立琴浦西中学校（1959年琴浦東中と統合し琴浦中西校舎となり、1963年完全統合）[17]
- 玉島市立富田中学校（1960年長尾中と統合し倉敷市立玉島北中学校〈当時：玉島市立〉へ）[注釈 1]
- 玉島市立長尾中学校（1960年富田中と統合し玉島北中へ）
- 真備町立箭田中学校（1968年黄薇中と統合し倉敷市立真備中学校 〈当時：真備町立〉へ）[18]
- 真備町立黄薇中学校（1968年箭田中と統合し真備中へ）[18]

### 津山市
- 津山市立田邑中学校（1952年西中田邑分校から独立、1959年西中へ統合）[19]
- 津山市立鴨川中学校（1976年国分寺中および東中の一部と統合し津山市立津山東中学校へ）[20]
- 津山市立国分寺中学校（1976年鴨川中および東中の一部と統合し津山東中へ）[20]
- 津山市立共和中学校（1976年東中の一部および北中の一部と統合し津山市立北陵中学校へ）[21]
- 津山市立東中学校（1976年津山東中と北陵中へ分割統合）[21]
- 津山市立西中学校（1978年南中の一部と統合し津山市立津山西中学校へ）[19]
- 津山市立北中学校（1978年南中の一部と統合し津山市立鶴山中学校へ）[22]
- 津山市立南中学校（1978年津山西中[19]と鶴山中[22]へ分割統合）
- 久米町立大井西中学校（1960年格到中へ統合）[21]
- 久米町立格致中学校（1967年秀実中と統合し津山市立久米中学校〈当時：久米町立〉へ）[21]
- 久米町立秀実中学校（1967年格致中と統合し久米中へ）[21]
- 加茂町立加茂中学校〈旧〉（1971年矢筈中と統合し津山市立加茂中学校〈当時：加茂町立〉へ）[23]
- 阿波村･上加茂村学校組合立矢筈中学校（1971年加茂中〈旧〉と統合し加茂中〈新〉へ）[23]

### 玉野市
- 玉野市立宇野中学校田井の浦分校（1973年10月1日）[24]

### 笠岡市
- 笠岡市立飛島中学校（2003年[25]）
- 笠岡市立北木中学校（2020年休校）[26]
- 笠岡市立白石中学校（2022年休校）[27]

### 井原市
- 井原市立井原中学校〈旧〉（1959年[28]西江原中と統合し井原市立井原中学校〈新〉[29]へ）
- 井原市立西江原中学校（1959年[28]井原中〈旧〉と統合し井原中〈新〉[29]へ）
- 芳井町立芳井中学校〈旧〉（1971年統合により井原市立芳井中学校〈当時：芳井町立〉へ）[30]
- 芳井町立明治中学校（同上）[30]
- 芳井町立共和中学校（同上）[30]
- 美星町立宇戸中学校（1964年日里中と統合し井原市立美星中学校〈当時：美星町〉へ）[31]
- 美星町立日里中学校（1964年宇戸中と統合し美星中へ）[31]

### 総社市
- 総社市立新本中学校（1962年総社西中の一部と統合し総社市立総社中学校へ）[32]
- 総社市立池田中学校（1962年総社市立総社西中学校へ統合）[33]
- 総社市立昭和中学校（2024年昭和幼稚園・維新幼稚園・昭和小・維新小と統合し総社市立昭和五つ星学園義務教育学校へ）[34]

### 高梁市
- 高梁市立高梁中学校〈旧〉（1964年統合により高梁市立高梁中学校〈新〉へ）[35]
- 高梁市立落合中学校（同上）[35]
- 高梁市立玉川中学校（1952年高梁中玉川分校から独立、1964年高梁中〈新〉へ）[35]
- 高梁市立松原中学校（1988年高梁中へ統合）[35]
- 高梁市立川面中学校（1990年宇治中と統合し高梁市立高梁北中学校へ）[36]
- 高梁市立宇治中学校（1990年川面中と統合し高梁北中へ）[36]
- 高梁市立中井中学校（1996年高梁北中へ統合）[37]
- 高梁市立津川中学校（1996年巨瀬中と統合し高梁市立高梁東中学校へ）[38]
- 高梁市立巨瀬中学校（1996年津川中と統合し高梁東中へ）[38]
- 高梁市立備中中学校（2017年高梁市立成羽中学校へ統合）[39]
- 高梁市立有漢中学校（2025年高梁市立有漢東小学校と統合し、義務教育学校の高梁市立有漢学園へ）[40]
- 成羽町立成羽中学校〈旧〉（1972年中中と統合し成羽中成羽校舎となり、1973年9月新校舎に移転）[41]
- 成羽町立中中学校（1972年成羽中〈旧〉と統合し成羽中〈新〉中校舎となり、1974年9月廃止）[41]
- 成羽町立吹屋中学校（1989年成羽中〈新〉へ統合）[41]
- 備中町立西山中学校（1949年湯野村立湯野中学校西山分教場から独立、1980年湯野中へ統合）[42]
- 備中町立湯野中学校（1987年統合により備中中へ）[42]☆備中中の校舎・校地は、旧湯野中のものを引き継いでいる。
- 備中町立富家中学校（同上）[42]
- 備中町立平川中学校（同上）[42]

### 新見市
- 新見市立新見中学校（1958年上市中と統合し新見市立新見第一中学校へ）[43]
- 新見市立上市中学校（1958年新見中と統合し新見第一中へ）[43]
- 新見市立福本中学校（2004年新見第一中へ統合）[43]
- 新見市立菅生中学校（2004年熊谷中へ統合）[44]
- 新見市立大井野中学校（1962年上刑部中大井野分校から大佐中大井野分校へ改称、1982年独立、2005年新見市立大佐中学校へ統合）[45]
- 新見市立草間中学校（2006年美郷中へ統合）[46]
- 新見市立豊永中学校（同上）[46]
- 新見市立新郷中学校（2008年新見市立神郷中学校へ統合）[47]
- 新見市立新見第一中学校千屋分校（2009年）[43]
- 新見市立井倉中学校（2010年美郷中と統合し新見市立新見南中学校へ）[46]
- 新見市立美郷中学校（2010年井倉中と統合し新見南中へ）[46]
- 新見市立熊谷中学校（2011年新見第一中へ統合）[43]
- 新見市立神郷中学校（2016年新見第一中へ統合）[48]
- 大佐町立上刑部中学校（1962年大佐中へ統合）[45]
- 神郷町立神代中学校（1966年9月1日神郷中へ統合）[47]
- 神郷町立神代中学校油野分校（同上）[47]
- 哲西町立矢神中学校（1958年野馳中と統合し新見市立哲西中学校〈当時：哲西町立〉へ）[49]
- 哲西町立野馳中学校（1958年矢神中と統合し哲西中へ）[49]
- 哲多町立哲南中学校（2000年新砥中と統合し新見市立哲多中学校〈当時：哲多町立〉へ）[50]
- 哲多町立新砥中学校（2000年哲南中と統合し哲多中へ）[50]

### 備前市
- 日生町立日生中学校〈旧〉（1960年福河中と統合し備前市立日生中学校〈当時：日生町立〉へ）[51]
- 日生町立福河中学校（1960年日生中〈旧〉と統合し日生中〈新〉へ）[51]
- 吉永町立吉永中学校〈旧〉（1961年神根中と統合し備前市立吉永中学校〈当時：吉永町立〉へ）[52]
- 吉永町立神根中学校（1961年吉永中〈旧〉と統合し吉永中〈新〉へ）[52]
- 吉永町立三国中学校（1967年吉永中へ統合）[52]

### 瀬戸内市
- 邑久町立裳掛中学校第三分校（1962年）[53]
- 邑久町立裳掛中学校第二分校（1968年）[54]
- 邑久町立邑久中学校〈旧〉（1980年裳掛中と統合し瀬戸内市立邑久中学校〈当時：邑久町立〉へ）[55][注釈 2]
- 邑久町立裳掛中学校（1980年邑久中〈旧〉と統合し邑久中〈新〉へ）[55]

### 赤磐市
- 吉井町立仁美中学校（1969年城南中と統合し赤磐市立吉井中学校〈当時：吉井町立〉へ）[56]
- 吉井町立城南中学校（1969年仁美中と統合し吉井中へ）[56]

### 真庭市
- 真庭市立中和中学校（2006年真庭市立蒜山中学校へ統合）[57]
- 真庭市立美甘中学校（2016年真庭市立勝山中学校へ統合）[58]
- 八束村立八束中学校（1963年統合により蒜山中〈当時：蒜山教育事務組合立〉へ）[57]
- 川上村立川上中学校（同上）[57]
- 北房町立北房中学校〈旧〉（1967年統合により真庭市立北房中学校〈当時：北房町立〉へ）[59][注釈 3]
- 北房町立中津井中学校（同上）[59]
- 北房町立呰部中学校（同上）[59]
- 北房町立呰部中学校阿口分校（同上）[59]
- 湯原町立湯原中学校〈旧〉（1992年二川中と統合し真庭市立湯原中学校〈当時：湯原町立〉へ）[60]
- 湯原町立二川中学校（1992年湯原中〈旧〉と統合し湯原中〈新〉へ）[60]
- 落合町立落合中学校〈旧〉（1970年統合により真庭市立落合中学校〈当時：落合町立〉へ）[61][注釈 4]
- 落合町立立誠中学校（同上）[61]
- 落合町立有隣中学校（同上）[61]
- 落合町立津田中学校（同上）[61]

### 美作市
- 湯郷村立湯郷中学校（1948年林野中へ統合）[62]
- 美作町外2か村学校組合立勝英中学校（1959年林野中へ統合）[62]
- 美作町立林野中学校（1976年中央中と統合し美作市立美作中学校〈当時：美作町立〉へ）[62]
- 美作町立中央中学校（1976年林野中と統合し美作中へ）[62]
- 英田町・久米郡柵原町学校組合立福本中学校〈初代〉（1960年河会中と統合し英田町柵原町中学校組合立福本中学校〈現：美作市立英田中学校〉へ）[63]
- 英田町立河会中学校（1960年福本中〈初代〉と統合し福本中〈2代目〉へ）[63]
- 勝田町立勝田中学校〈旧〉（1972年梶並中と統合し美作市立勝田中学校〈当時：勝田町立〉へ）[64]
- 勝田町立梶並中学校（1972年勝田中〈旧〉と統合し勝田中〈新〉へ）[64]

### 浅口市
- 浅口市立寄島中学校（2025年寄島小と統合し、義務教育学校の浅口市立寄島学園へ）[65]

## 郡部

### 和気郡
- 和気町立和気中学校〈旧〉（1962年統合により和気町立和気中学校〈新〉へ）[66]
- 和気町立金剛中学校（同上）[66]
- 和気町立日笠中学校（同上）[66]
- 佐伯町立佐伯中学校〈旧〉（1961年山田中と統合し和気町立佐伯中学校〈当時：佐伯町立〉へ）[67]
- 佐伯町立山田中学校（1961年佐伯中〈旧〉と統合し佐伯中〈新〉へ）[67]

### 小田郡
- 矢掛町立横谷中学校（1957年矢掛町立矢掛中学校へ統合）[68]
- 美川村立美川中学校（1954年矢掛中へ統合）[68]

### 苫田郡
- 鏡野町立香々美中学校（1958年鶴喜中と統合し鏡野中〈初代〉へ）[69]☆跡地は現在の鏡野町立大野小学校
- 鏡野町立鶴喜中学校（1958年香々美中と統合し鏡野中〈初代〉へ） [69]
- 鏡野町立香北中学校越畑分校（1966年）[69]
- 鏡野町立鏡野中学校〈初代〉（1971年香北中と統合し鏡野中〈2代目〉へ）[69]
- 鏡野町立香北中学校（1971年鏡野中〈初代〉と統合し鏡野中〈2代目〉へ）[69]
- 鏡野町立鏡野中学校〈2代目〉（2016年統合により鏡野町立鏡野中学校〈3代目〉へ）[70]
- 鏡野町立奥津中学校〈2代目〉（同上）[70]
- 鏡野町立上齋原中学校（同上）[70]
- 鏡野町立富中学校（同上）[70]
- 奥津町立奥津中学校〈初代〉（1966年統合により奥津中〈2代目〉へ）[71]
- 奥津町立羽出中学校（同上）[71]
- 奥津町立久泉中学校（同上）[71]

### 勝田郡
- 勝央町立勝央中学校〈旧〉（1963年勝間田中と統合し勝央町立勝央中学校〈新〉へ）[72]
- 勝央町立勝間田中学校（1963年勝央中〈旧〉と統合し勝央中〈新〉へ）[72]

### 久米郡
- 柵原町立双和中学校（1978年吉岡中と統合し美咲町立柵原中学校〈当時：柵原町立〉へ）[73]
- 柵原町立吉岡中学校（1978年双和中と統合し柵原中へ）[73]
- 美咲町立旭中学校（2023年美咲町立旭小学校と統合し、義務教育学校である美咲町立旭学園へ）[74]
- 美咲町立柵原中学校（2024年柵原東小・柵原西小・柵原中が統合し、義務教育学校である美咲町立柵原学園へ）[75]

### 加賀郡
吉備中央町
- 吉備中央町立加茂川中学校（2014年統合により吉備中央町立加賀中学校へ）[76]
- 吉備中央町立竹荘中学校（同上）[76]
- 吉備中央町立吉川中学校（同上）[76]
- 吉備中央町立大和中学校（同上）[76]
- 加茂川町立津賀中学校（1986年統合により加茂川中へ）[77]
- 加茂川町立円城中学校（同上）[77]
- 加茂川町立御北中学校（同上）[77]